# روبي أو. في
روبي أو. في هي ممثلة ألمانية ولدت في كوستاريكا في 7 فبراير 1996.
شاركت في أعمال كثيرة أبرزها فيلم جيش اللصوص 2021